# Mahō-shōjo

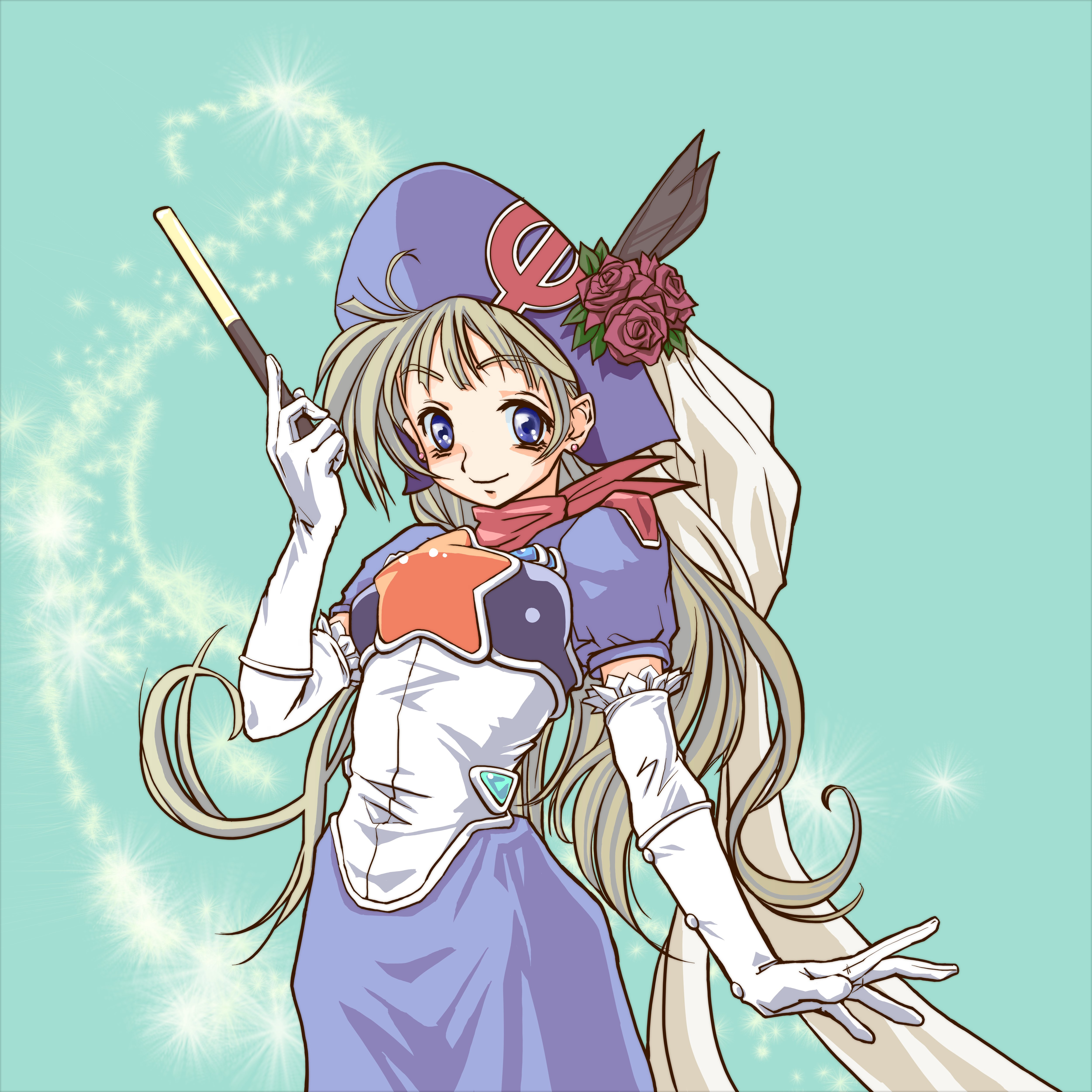
Opera-tan. Personifikacja przeglądarki internetowej Opera. Postać stylizowana na mahō-shōjo

Mahō-shōjo (jap. 魔法少女; zapisywane także jako majokko – 魔女っ子, magical girl, magiczne dziewczyny lub czarodziejki) – podgatunek mang i anime z gatunku shōjo, opowiadający o dziewczynach, zazwyczaj nastoletnich, posiadających magiczne moce. W gatunku tym, w przeciwieństwie do klasycznych historii fantasy, dziewczęta te żyją w zwykłym, ziemskim świecie. Przeciętni ludzie nie wiedzą o ich zdolnościach, ponieważ nie afiszują się magiczną mocą bez ważnej potrzeby. A jeśli już, to tak by się nie zdekonspirować.

## Ewolucja gatunku magical girls
Popularny gatunek komiksów i seriali telewizyjnych, mahō-shōjo przeszedł podczas swojej kariery znaczącą przemianę. Pierwszy serial telewizyjny z gatunku magical girls, Sally czarodziejka, przedstawiał bardzo młodą dziewczynkę obdarzoną niemal absolutną mocą – Sally potrafiła mrugnięciem oka wznieść pałac z niczego lub nadać życie szczotce do włosów. Zasadniczą zmianę w gatunku spowodowały dwa niezależne od siebie seriale: Majokko Megu-chan z 1974 r., (znany w Polsce jako Bia – czarodziejskie wyzwanie), oraz Czarodziejka z Księżyca z roku 1992. 
Majokko Megu-chan zrywa z tradycyjną beztroską, jaką przepełnione były dotychczas komiksy z gatunku magical girls. Bohaterka musiała się dopiero nauczyć panować nad swoją mocą, lecz przede wszystkim musiała nauczyć się jak żyć wśród innych ludzi, i pielęgnować więzi z nimi. Serial poruszał takie poważne i istotne tematy jak: przemoc domowa, samobójstwo czy śmierć bliskiej osoby. Poważna i czasami dość mroczna tematyka serialu uczyniła z niego pozycję bardzo różną od zwykłych, „radosnych” mahō-shōjo-manga.
Czarodziejka z Księżyca wprowadza do gatunku nowe idee. Stworzona zostaje grupa bohaterek, która zastępuje jedną, wyróżnioną osobę. Głównym novum jest jednak nałożenie na bohaterki odpowiedzialności, która przychodzi z mocą. „Magiczne dziewczęta” nie są już czarodziejkami dla własnej przyjemności, lecz w określonym celu, którym jest walka ze złem, jakiemu nie podołają zwykli ziemianie. Czarodziejka z Księżyca, oraz późniejsze seriale magical girls, silnie nią inspirowane, kładą duży nacisk na odpowiedzialność, na obowiązek chronienia osób niewinnych i bezbronnych, bo pozbawionych magicznych mocy.
Komiksy i seriale z gatunku magical girls zmieniły się więc znacząco – od beztroskiej zabawy nie pilnowanej nawet przez rodziców Sally Czarodziejki do heroicznej walki o ocalenie świata. W miarę ewolucji gatunku coraz silniej daje się odczuć nacisk kładziony na pozytywne, budujące wartości – czarodziejki zawsze walczą w imię (różnie rozumianych) idei wolności, miłości, piękna czy marzeń, nigdy dla zemsty czy własnej korzyści. Przeważnie zresztą pełnią funkcję strażniczek – ich zachowanie jest defensywne, same nie dokonują aktów agresji, a jedynie bronią świata przed agresorami. Silnie podkreślana jest konieczność pracy zespołowej i harmonii, zwalczania negatywnych uczuć, takich jak nienawiść czy gniew. Bohaterki często zwyciężają wielokroć silniejszego przeciwnika dzięki wzajemnemu zaufaniu i współpracy. Często zdarza się, że zwycięstwo następuje poprzez okazanie wrogowi współczucia i zrozumienia.

## Klasyczne elementy mahō-shōjo
Czarodziejki mogą walczyć samotnie (Cardcaptor Sakura), z pomocą (zazwyczaj tajemniczego) sprzymierzeńca (Kamikaze kaitō Jeanne, pierwsze odcinki Czarodziejki z Księżyca), lub też grupami (większość serii Czarodziejka z Księżyca, Wojowniczki z Krainy Marzeń, Tokyo Mew Mew, Demashita! Powerpuff Girls Z). 
Bardzo często w roli pomocników bohaterek występują zaczarowane zwierzęta (powinny mówić ludzkim głosem) lub czarodziejskie stworzenia niewielkich rozmiarów. Popularnym elementem jest również wykorzystanie magicznych przedmiotów (różdżek, broszek, zegarków) niezbędnych do rzucania zaklęć. Same zaklęcia zaś zwykle mają stałą formę słowną i powtarzalną z odcinka na odcinek animację.

## Lista anime i mang
- Bia – czarodziejskie wyzwanie (1974)
- Binan Kōkō Chikyū Bōei-bu Love! (2015; mahō-shōnen)
- Cardcaptor Sakura (1996)
- Czarodziejka z Księżyca (1992)
- Demashita! Powerpuff Girls Z (2006)
- Full Moon o sagashite (2002)
- Kamichama Karin (2007)
- Kamikaze kaitō Jeanne (1998)
- Lu Lu i cudowny kwiat (1979–1980)
- Magiczne igraszki (1978–1979)
- Mermaid Melody Pichi Pichi Pitch (2003)
- Petite Princess Yucie (2002)
- seria Pretty Cure
- Prétear (2001)
- Princess Tutu (2002)
- Puella Magi Madoka Magica (2011)
- Puni Puni Poemi (2001)
- Sally czarodziejka
- Słodkie, słodkie czary
- Superświnka (1994)
- Tokyo Mew Mew
- Ultra Maniac
- Wedding Peach (1995)
- Wojowniczki z Krainy Marzeń (1995)
- Wróżka z krainy kwiatów (1992)
- Yūki Yūna wa yūsha de aru (2014)